# 华山矾
华山矾（学名：Symplocos chinensis），俗稱灰木，为山矾科山矾属（亦作灰木科灰木屬）下的一个植物种。舊屬木蘭綱柿樹目，今屬杜鵑花目。
落葉灌木，产中国华南、东南沿海及日本和朝鮮半島。生于海拔1000米以下的丘陵、山坡、杂林中。可用作中药用治疟疾、急性肾炎。种子油可制肥皂。其葉燒成灰後可提取天然的黃色染料。

## 亞種
本物種有兩個亞種：
- 白华山矾 Symplocos chinensis var. leucocarpa
- 黑华山矾 Symplocos paniculata

## 外部連結
- 維基物種上的相關：华山矾